# Dagmar (moško ime)
Dagmar je moško osebno ime.

## Različice imena
- ženske oblike imena:Dagmar, Dagmara, Daša
- moške oblike imena:Dagmar, Dag

## Tujejezikovne različice imena
- pri Angležih: Dagmar
- pri Špancih: Dagomaro
- pri Slovakih in Poljakih: Dagmar, Dagmara
- pri Čehih: Dagmar, Dagmara, Daša, Daška, Dašenka, Dašička, Dagmarka, Dagmaruška
- pri Nemcih: Dagmar, Dagmara, ljubkovalno Dagny
- pri Švedih: Dag

## Izvor imena
Ime Dagmar je nesklonjivo ime, ki se pojmuje kot skandinavsko ime, ki je verjetno nastalo iz slovanskega imena Dragomir oz. Dragomira, ime pa je možno razlagati tudi iz staronordijske besede dagr (nordijsko dag), ki pomeni »dan« in móerr, ki pomeni »bleščeč, slaven«. 

## Pogostost imena
Po podatkih Statističnega urada Republike Slovenije je bilo na dan 31. decembra 2007 v Sloveniji število moških oseb z imenom Dagmar:6. Med vsemi moškimi imeni pa je ime Dagmar po pogostosti uporabe uvrščeno na 2.631 mesto.

## Osebni praznik
Dagmar praznuje god 24. maja.

## Znane osebe
- Iz novejše zgodovine je znan Dag Hammarskjöld, generalni sekretar OZN
- Dagmar Šuster, slovenski gospodarstvenik, polotik in avtomobilski dirkač